# Robert Arp
Robert Arp (Chicago, Illinois,20 de marzo de 1970) es un filósofo estadounidense conocido por su trabajo en ética, filosofía moderna, ontología, filosofía de la biología, ciencia cognitiva, psicología evolutiva y filosofía y cultura. Actualmente trabaja como profesor adjunto en la enseñanza de cursos de filosofía en el aula y en línea en numerosas escuelas en el área de Kansas City, Misuri y otras áreas de los Estados Unidos.

## Formación
Arp completó su licenciatura en filosofía en The Catholic University of America (1992), su maestría en filosofía en The Catholic University of America (1993) y Ph.D. en filosofía en la Universidad de Saint Louis (2005). Arp enseñó como profesor asistente de filosofía en Southwest Minnesota State University (2005–2006) y luego como profesor visitante visitante de filosofía en Florida State University durante un año con Michael Ruse (2006–2007), así como en muchas escuelas en el área de St. Louis, Missouri como profesor adjunto de filosofía (1996–2005), antes de hacer investigación postdoctoral en ontología a través del Centro Nacional de Ontología Biomédica con Mark Musen y Barry Smith (ontólogo) en la Universidad de Buffalo (2007-2009).

## Trabajo en ética
El artículo de Arp en International Philosophical Quarterly titulado "Reivindicación de la moralidad de Kant" ofrece una defensa de la posición de Immanuel Kant contra aquellos que afirman que la posición moral de Kant carece de un componente motivacional, ignora las dimensiones espirituales de la moralidad defendidas por una ética basada en la virtud, de autonomía por descuidar el contexto comunal de la moralidad, y carece de un fundamento teológico.
En "La doble vida de la justicia y la injusticia en el relato de Trekímaco", publicado en Polis: El diario del pensamiento político griego antiguo (1999, 16: 1-2, 17-29), Arp argumenta que Thrasymachus, el principal interlocutor de Sócrates en el Libro I de la República de Platón, en realidad se definen tres tipos de personas en una sociedad: el tirano, los ciudadanos de la sociedad que el tirano explota y la persona que quiere ser el tirano y que es lo suficientemente inteligente como para no ser explotada por el tirano. Su argumento es único en los 70 años de historia de los estudios en esta área, ya que la mayoría de los comentaristas reconocen simplemente al tirano y a los ciudadanos explotados por el tirano. Al identificar este tercer tipo de persona, Arp puede demostrar que las tres declaraciones de Thrasymachus con respecto a la justicia en la República I son coherentes entre sí, a saber: la justicia es (1) "nada más que la ventaja de los más fuertes" (338c); la justicia es (2) obedecer las leyes de los gobernantes (339b); la justicia es (3) "realmente el bien de alguien más, la ventaja del hombre que es más fuerte y que gobierna" (343c).
Con Arthur Caplan, Arp edita Debates Contemporáneos en Bioética a través de John Wiley & Sons, que contiene los nuevos artículos escritos por expertos en bioética y la ética aplicada como Don Marquis (filósofo), Tom Beauchamp, Mark Cherry, William J. Winslade, Jane Maienschein, Edwin Black, Richard Arneson, y otros.

## Trabajo en filosofía moderna
En su artículo titulado "El Quinque Viae de Thomas Hobbes" (1999, 16:4, 367-394), publicado en Historia de la Filosofía, Arp sostiene que Hobbes en realidad respalda pruebas de la existencia de Dios, que son similares a las de Tomás de Aquino y se encuentra en la tradición de la Escolástica que él parece rechazar con tanta vehemencia. Este punto de vista ha sido muy aplaudido, así como ridiculizado.
En "Repensando los Proyectos Mecánicos de Hobbes" (2002, 15: 1, 3-31), publicado en Hobbes Studies, Arp sostuvo que se encuentra en el campo de los estudiosos que leen los textos de los grandes filósofos, como Hobbes. , en lugar de interpretar los textos de los filósofos de manera que puedan conducir al anacronismo u otros tipos de falacia en el método académico.
Más recientemente, en su capítulo titulado "Si el diablo no existiera, puede ser necesario inventarlo en ciertos contextos", publicado en un libro titulado Enfoques filosóficos del diablo, a través de Estudios de Routledge en la serie Filosofía de la religión, Arp argumenta no solo que la afirmación de Voltaire: "Si Dios no existiera, sería necesario inventarlo" es probablemente falsa dada la preponderancia de los sistemas éticos no teístas, sino también que la afirmación "Si el diablo no existiera, sería necesario inventarlo" también es falso. Sin embargo, argumenta que "no es irrazonable utilizar a Dios y al Diablo como improvisaciones para la comodidad psicológica y el orden social, dado el contexto en el que tenemos personas que no pueden auto calmarse o actuar correctamente sin el temor de Dios" y la amenaza del Diablo. Entonces, el resultado es que si Dios y el Diablo no existen, puede ser necesario inventarlos en ciertos contextos".

## Trabajo en filosofía de la biología.
Además de su trabajo en funciones y teleología, Arp ha intentado una definición de vida, argumentando que los "componentes y procesos de atención de un organismo deben considerarse como fenómenos vivos, emergentes debido a la forma en que los componentes están organizados para mantener la homeostasis del Organismo en los distintos niveles en la jerarquía organísmica". Llama a esta posición, visión de la organización homeostática de los fenómenos biológicos. Con Alexander Rosenberg, Arp ha editado Philosophy of Biology: An Anthology (Wiley-Blackwell, 2009), con Francisco J. Ayala, ha editado Debates contemporáneos en filosofía de la biología (Wiley-Blackwell, 2009), y con George Terzis, ha editado Information and Living Systems: Philosophical and Scientific Perspectives (MIT Press, 2011).
Arp también ha ofrecido sugerencias para las interacciones de los filósofos y científicos que trabajan en la filosofía de la ciencia.

## Trabajo en ciencia cognitiva y psicología evolutiva.
En su primer libro publicado a través de MIT Press, Visualización de escenarios: una cuenta evolutiva de la resolución creativa de problemas, Arp interpreta la visión de la fluidez cognitiva de Steven Mithen argumentando que dicha fluidez sería aleatoria y caótica sin mecanismos de selección e integración. Por lo tanto, lo que él llama "visualización de escenarios" es un ingrediente necesario en la resolución creativa de problemas, y probablemente fue una de las primeras cosas que surgieron en la conciencia humana. Arp define la visualización de escenarios como una "capacidad consciente para segregar e integrar imágenes visuales en escenarios futuros".
Si bien este punto de vista ha sido aplaudido como "innovador e interesante", un "recurso valioso y una contribución estimulante", e incluso "ambicioso", hay quienes critican la posición de Arp como "no dice nada nuevo" y sufre de "una forma de déficit de selectividad, una incapacidad para juzgar qué es y qué no es relevante para sus afirmaciones".
El punto de vista de Arp continúa siendo reconocido como plausible por los científicos cognitivos y a otros que trabajan en inteligencia artificial, psicología filosófica, y otras áreas de estudio.

## Trabajo en ontología
Mientras trabajaba como ontólogo con el CGI Group y BAE Systems en proyectos para la Fuerza Aérea de los Estados Unidos, los Institutos Nacionales de la Salud y el Ejército de los Estados Unidos, además de publicar artículos sobre filosofía de la ciencia y modelos conceptuales, además de producir numerosos documentos técnicos como escritor técnico, Arp ha utilizado RDF, RDFS, OWL y SPARQL para ayudar en la construcción de ontologías para el Sistema de Transporte Aéreo de Nueva Generación, utilizando herramientas de creación de ontologías como TopBraid y Protégé (software). Formó parte de los pasos iniciales para desarrollar la primera ontología del clima del mundo con otros ontólogos en el Laboratorio Lincoln. También formó parte de la génesis de la ontología de enfermedades infecciosas a través de reuniones y discusiones en 2007 y 2008.
Como ontólogo teórico, después de haber trabajado en estrecha colaboración con Barry Smith (también filósofo / ontólogo), Arp ha contribuido a la ontología formal básica de Smith en las áreas de función y disposición. En el contexto de la ontología formal básica, la biología y la bioinformática, aunque la definición de función de Arp ha sido criticada como inaplicable a "entidades por encima o por debajo de cierto tamaño", la definición no solo ofrece un intento de "coherencia entre el conceptos de función biológica y función técnica ", pero también ha sido utilizada por investigadores que trabajan en procesos bioquímicos, condiciones de hipersensibilidad, sistemas de servicio, y modelos conceptuales de dominio en general.
Al igual que Barry Smith, Arp también ha buscado defender una posición realista de sentido común con respecto a la construcción de ontologías de dominio (esencialmente, realismo científico) mediante la cual una ontología de dominio debe, si es posible y apropiado, representar a las entidades reales que existen en el mundo que forman parte del mundo. Uno de los argumentos que presenta Arp es una reafirmación del "argumento de no milagros" para el realismo científico que afirma que sería milagroso si las teorías científicas no fueran al menos aproximadamente descripciones verdaderas del mundo, ya que son tan (aparentemente) exitosas en la predicción y control. Ha defendido esta posición en el pasado.
Sin embargo, consciente de las dificultades que rodean una posición realista (especialmente para ontólogos prácticos), Arp ha defendido una forma de realismo filosófico como el de Imanuel Kant y Hans Vaihinger mediante el cual el "compromiso con el la búsqueda de objetos abstractos podría convertirse en un instrumento para guiar la vida de la filosofía y la ciencia de manera limitada".
Así como Kant habló del valor de las ideas regulativas como una ayuda, no solo el redondeo de nuestra imagen sistemática de la realidad, sino que también nos impulsa a realizar más investigaciones, así también, según Arp, debemos actuar como si hubiera una realidad "allá afuera" cuando se construyen ontologías de dominio o se involucran en cualquier otro tipo de esfuerzo científico. Dada la naturaleza de si-como de esta posición, similar a la de Hans Vaihinger, siempre existe la posibilidad de que haya preocupaciones prácticas o pragmáticas en la construcción de ontologías de dominio que realmente triunfan en la búsqueda realista, y Arp es consciente de esta posibilidad.
También, siguiendo otros ontologistas ha trazado una distinción entre  la ontología (ontología física), la ontología de dominio, y la alta ontología (ciencia de la información) (también conocida como el nivel superior o formal) de la ontología,
 y ha tratado de articular los principios de mejores prácticas en la construcción de ontologías de dominio en radiología, la señalización celular, la bioética, y las finanzas.

## Trabajo en filosofía y cultura popular.
Arp tiene capítulos en más de 40 libros en el género conocido coloquialmente como Filosofía y cultura populars. Ha trabajado varias veces con William Irwin, editor general de la serie The Blackwell Philosophy and Pop Culture a través de Wiley-Blackwell (editor). En 2006, Arp editó el libro principal de esa serie, South Park y Philosophy: You Know, I Learned Something Today, que ha sido traducido al italiano, al turco y al portugués.
También coeditó Batman y Filosofía: El caballero oscuro del alma con Mark White. Arp y White fueron entrevistados en 2008 por The Boston Globe y, cuando The Globe les preguntó: "¿Algunos eruditos ven este tipo de cosas (es decir, los libros de Filosofía y Cultura Popular) como una tontería?" parte de la respuesta de Arp fue: "En la raíz, estamos tratando de llevar la filosofía a las personas y llevar a las personas a la filosofía". Arp y White también contribuyeron con un artículo para The Globe titulado "¿Debería Batman matar al joker?" en 2008. Este artículo se reimprimió en la octava edición de The Norton Sampler: Short Essays for Composition (en el Capítulo 12), publicado por W. W. Norton & Company.
Arp también ha trabajado con Mark Conard y The Philosophy of Popular Culture series a través de The University Press of Kentucky, así como con David Ramsay Steele y The Popular Culture and Philosophy series a través de Open Court Publishing Company, que ha producido títulos como Los Simpson y Filosofía: El D'oh! de Homer, Star Wars and Philosophy, Star Trek and Philosophy, The Beatles and Philosophy, James Bond and Philosophy, y muchos otros. Uno de los últimos proyectos de Arp es como editor de Tattoos - Philosophy for Everyone: I Ink, en Wiley-Blackwell Publishers.
Arp fue orador plenario para conferencias de cultura popular y filosofía en Eastern Washington University (2010) y Georgia Southern University (2013).
El libro editado de Arp, 1001 Ideas que cambiaron la forma en que pensamos, se publicó a través de Simon & Schuster en 2013 y ha vendido miles de copias en todo el mundo en inglés, francés, alemán, italiano, portugués y checoslovaco. En cuanto a las críticas del libro, The Boston Globe declaró: "El editor Robert Arp ha publicado una guía de referencia que es divertida de explorar".